# Liste der Kulturdenkmäler in Burg (Eifel)
In der Liste der Kulturdenkmäler in Burg sind alle Kulturdenkmäler der rheinland-pfälzischen Ortsgemeinde Burg aufgeführt. Grundlage ist die Denkmalliste des Landes Rheinland-Pfalz (Stand: 27. Juni 2022).

## Einzeldenkmäler
| Bezeichnung                        | Lage            | Baujahr | Beschreibung                                                                                  | Bild |
| ---------------------------------- | --------------- | ------- | --------------------------------------------------------------------------------------------- | ---- |
| Katholische Filialkirche Herz Jesu | Dorfstraße Lage | 1911    | romanisierender sandsteingegliederter Kalkstein-Saalbau mit Dachreiter, 1911; mit Ausstattung | BW   |